# Amphiuridae
Famille
Les Amphiuridae sont une famille d'ophiures (animaux marins ressemblant à des étoiles de mer souples).

## Description
Ce sont des ophiures grêles aux bras souvent très longs, qui vivent enterrées dans le sédiment en laissant dépasser leurs bras munis de cils pour capturer le plancton. Dans les environnements favorables, ces espèces souvent scissipares peuvent former des populations très denses. Cette famille se reconnaît morphologiquement à ses cinq mâchoires terminées par une paire de dents (plus précisément des papilles infradentales) à la pointe plutôt qu'un élément unique. 
Il s'agit de la plus grande famille d'ophiures, avec 467 espèces (concentrées essentiellement sur les genres Amphiura, Amphioplus et Amphiodia). Cela représente presque une ophiure sur 5 et un échinoderme actuel sur 14.

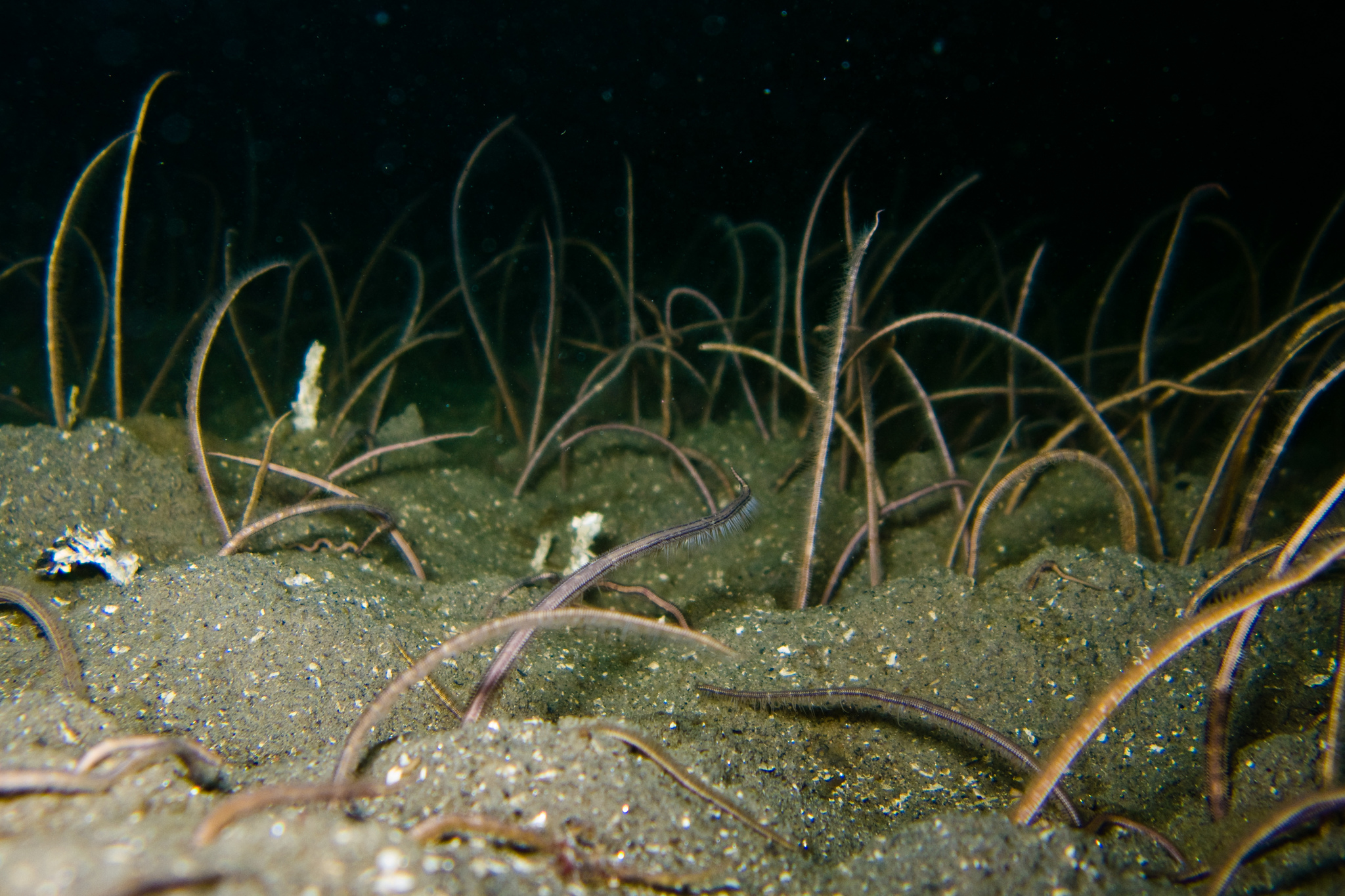
Amphiura arcystata observée in situ en Californie.
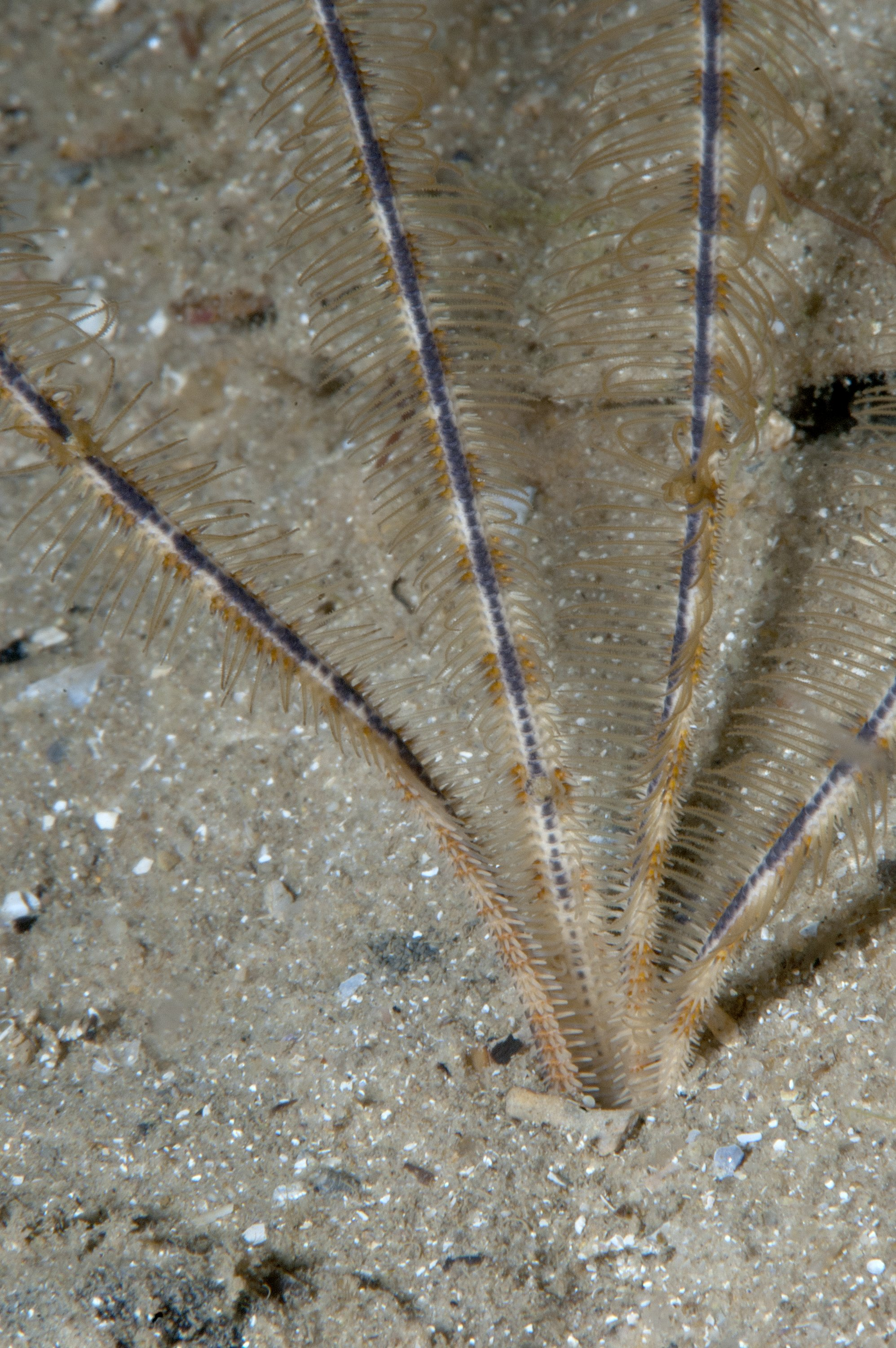
Ophiocentrus pilosa

## Liste des genres
Selon World Register of Marine Species (20 septembre 2024) :
- genre Acrocnida Gislén, 1926 -- 4 espèces
- genre Amphichondrius Nielsen, 1932 -- 2 espèces
- genre Amphicontus Hill, 1940 -- 1 espèce
- genre Amphiodia Verrill, 1899 -- 35 espèces
- genre Amphiomya H.L. Clark, 1939 -- 1 espèce
- genre Amphioncus Clark, 1939 -- 1 espèce
- genre Amphioplus Verrill, 1899 -- 120 espèces
- genre Amphipholis Ljungman, 1866 -- 26 espèces
- genre Amphipholizona Clark, 1915 -- 2 espèces
- genre Amphistigma H.L. Clark, 1938 -- 2 espèces
- genre Amphiura Forbes, 1843 -- 222 espèces
- genre Dougaloplus A.M. Clark, 1970 -- 7 espèces
- genre Microphiopholis Turner, 1985 -- 6 espèces
- genre Nannophiura Mortensen, 1933 -- 1 espèce
- genre Nudamphiura Tommasi, 1965 -- 1 espèce
- genre Ophiocentrus Ljungman, 1867 -- 17 espèces
- genre Ophiocnida Lyman, 1865 -- 5 espèces
- genre Ophiodaphne Koehler, 1930 -- 4 espèces
- genre Ophionephthys Lütken, 1869 -- 3 espèces
- genre Ophiophragmus Lyman, 1865 -- 18 espèces
- genre Ophiosphaera Brock, 1888 -- 1 espèce
- genre Ophiostigma Lütken, 1856 -- 5 espèces
- genre Paracrocnida Mortensen, 1940 -- 2 espèces
- genre Paramphichondrius Guille & Wolff, 1984 -- 1 espèce
- genre Paramphiura Koehler, 1895 -- 1 espèce
- genre Silax Fell, 1962 -- 7 espèces

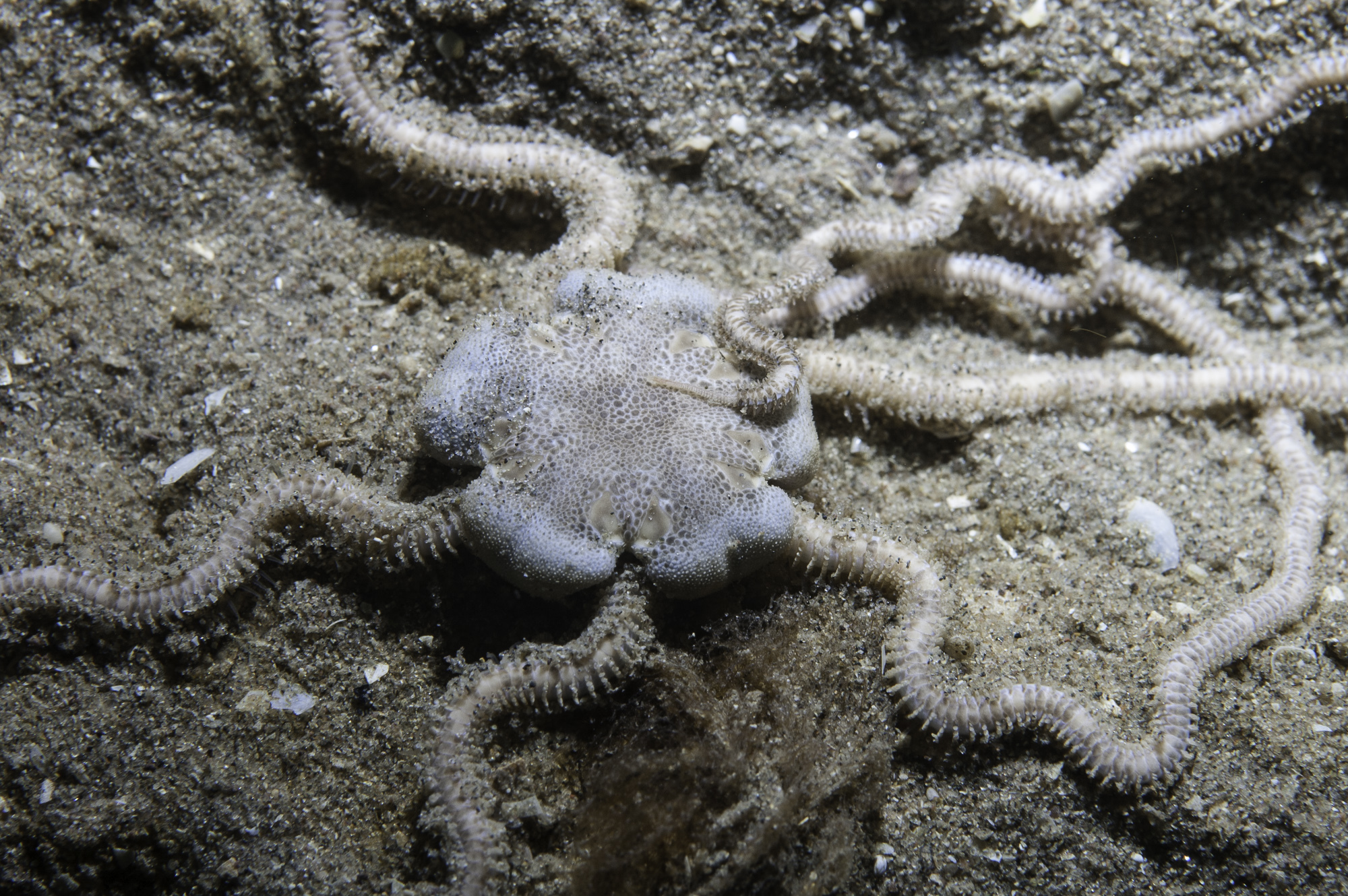
Acrocnida brachiata
Amphichondrius granulosus
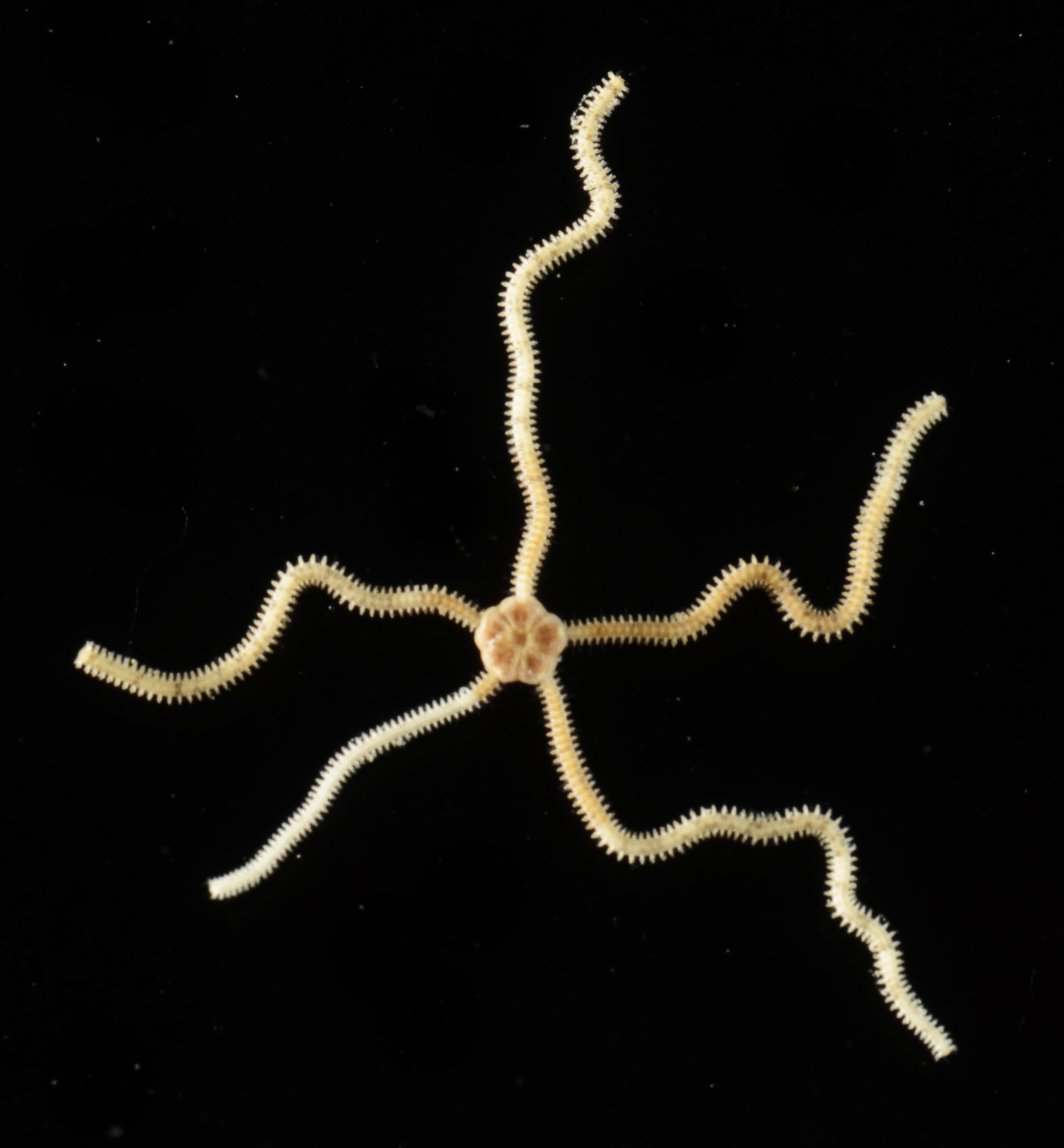
Amphiodia pulchella
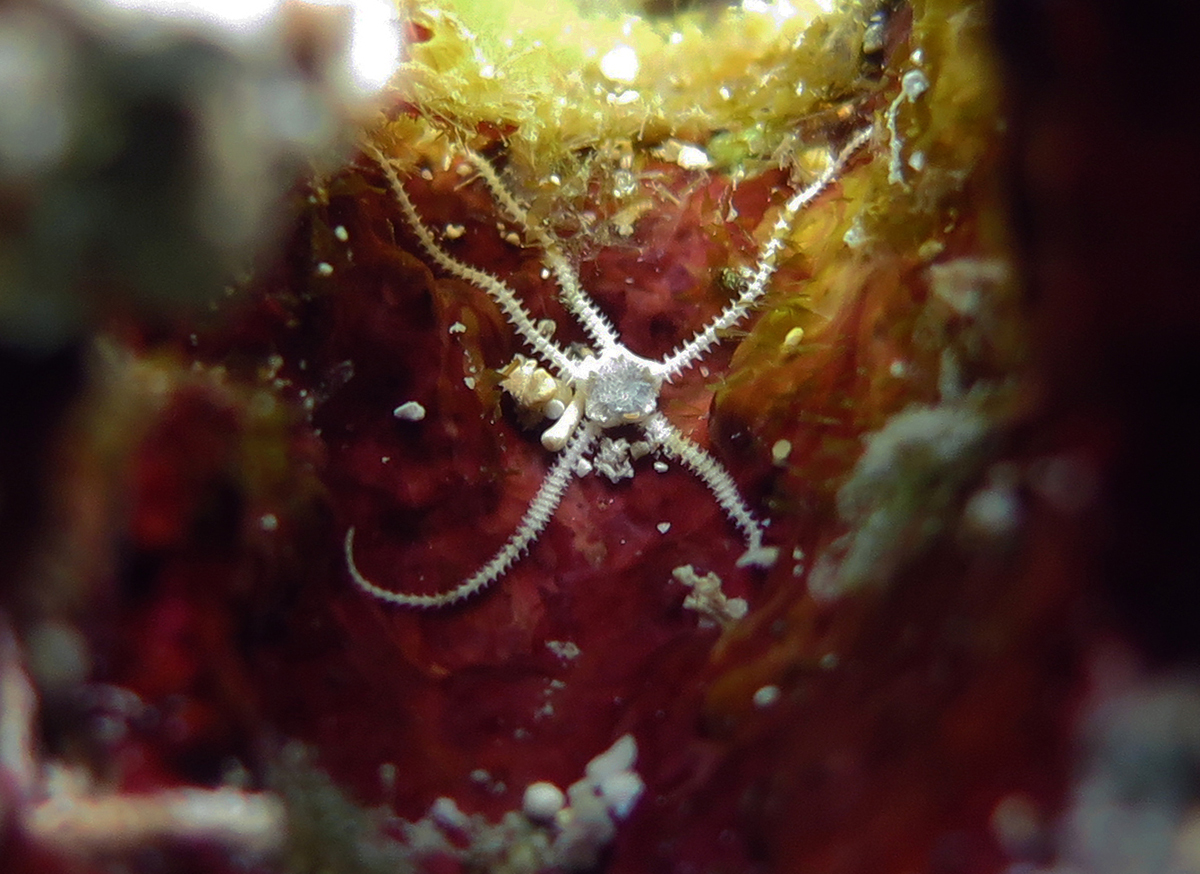
Amphipholis squamata
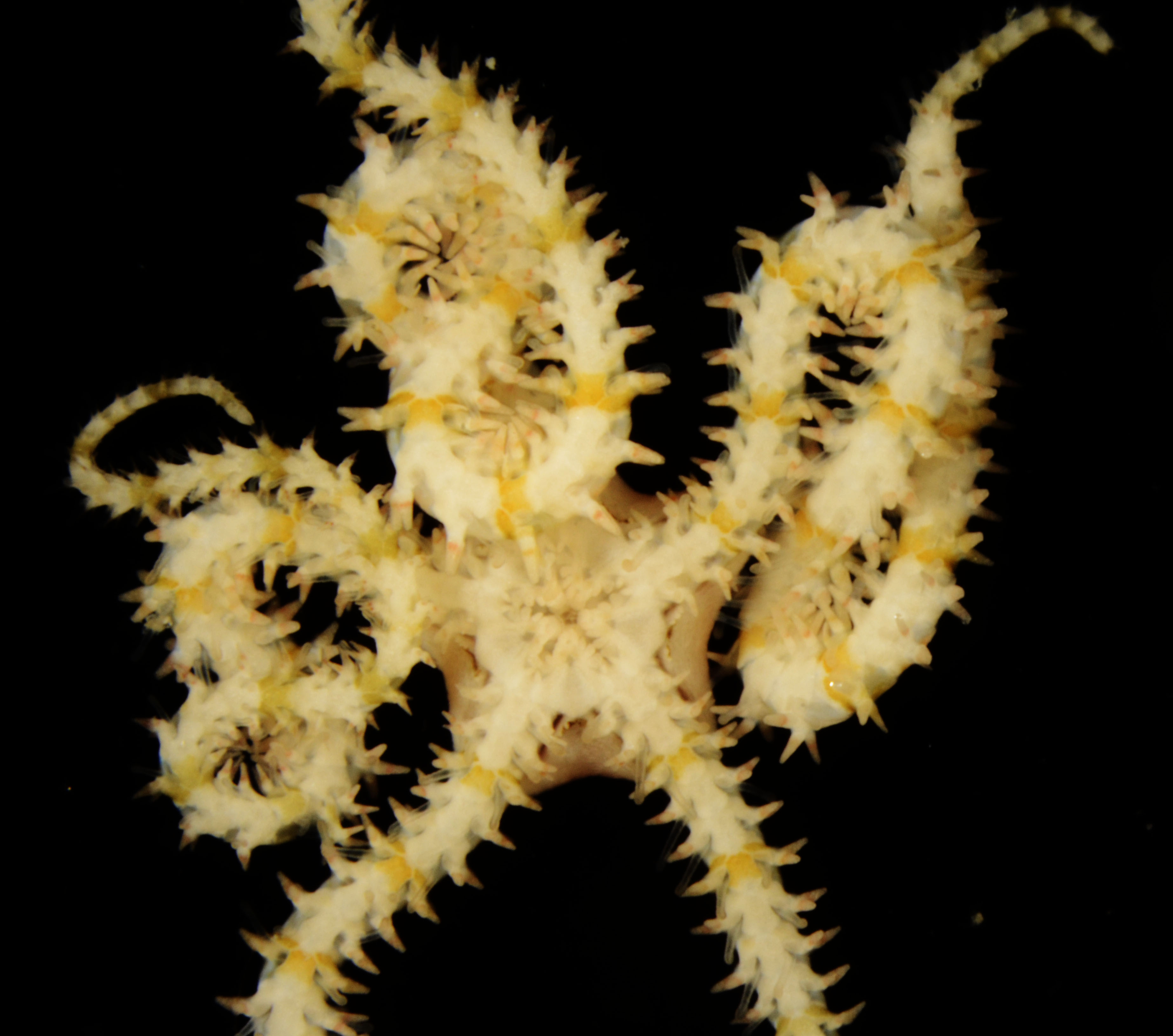
Amphioplus thrombodes
Amphipholizona perplexa
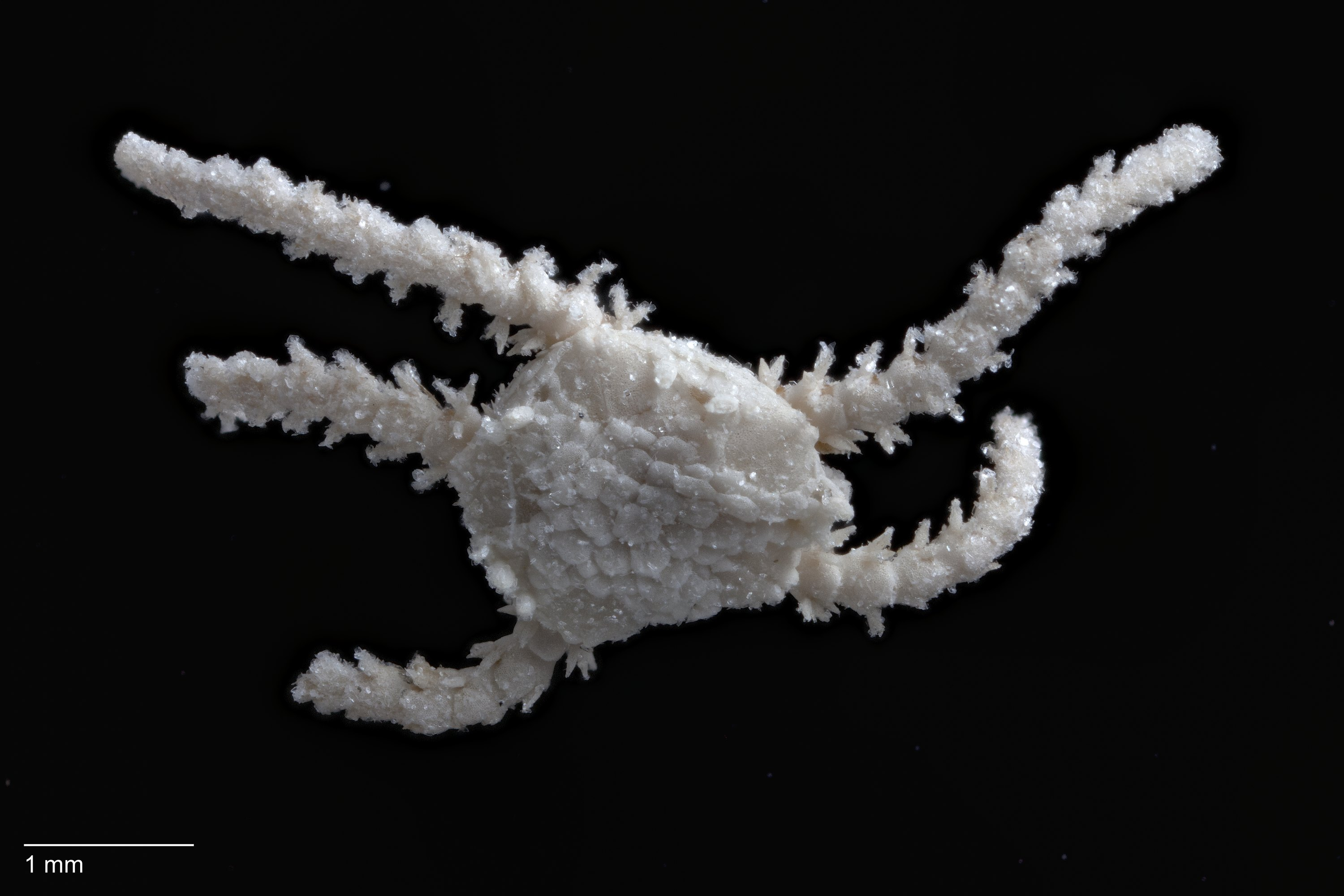
Amphistigma minuta
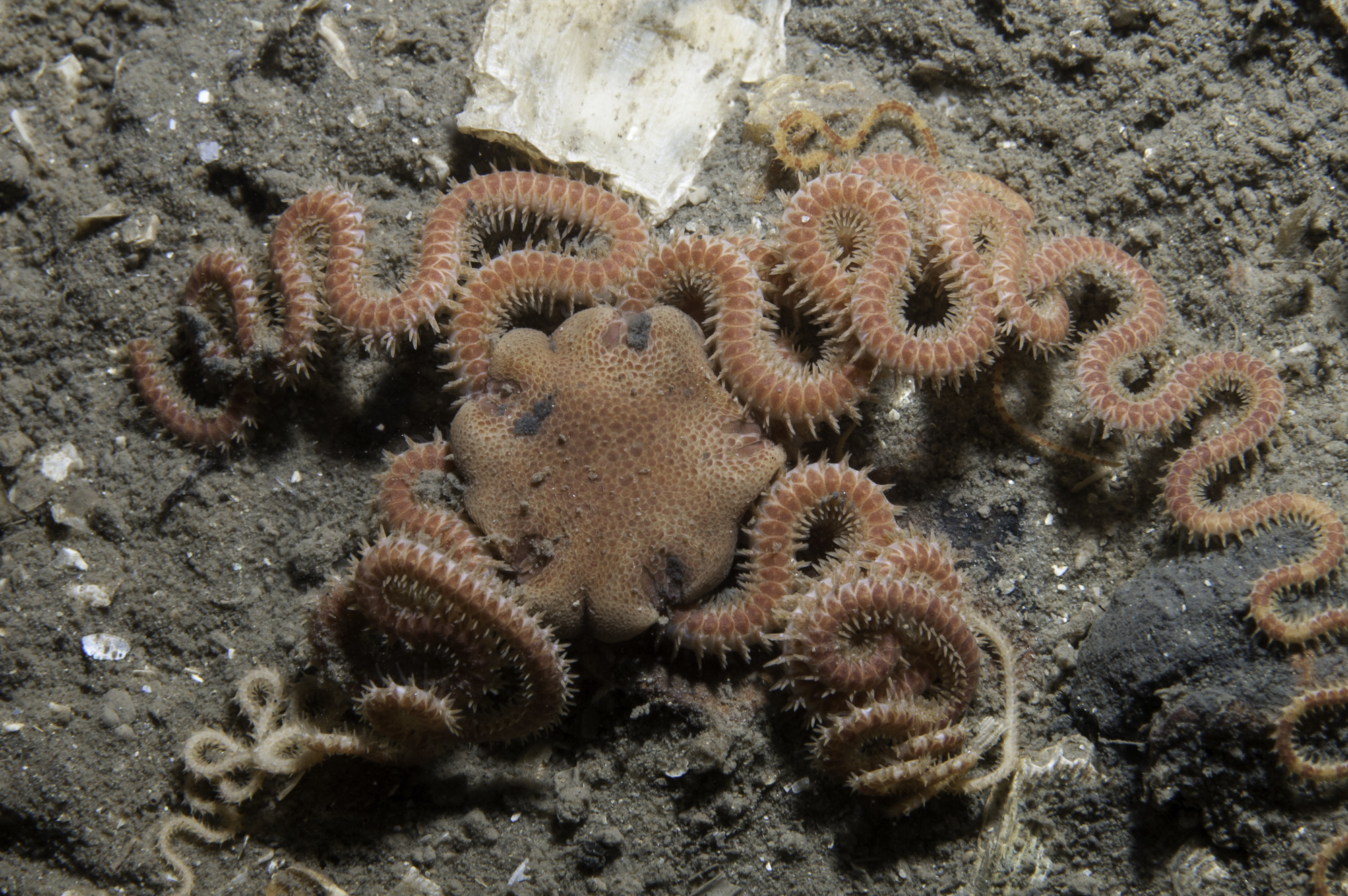
Amphiura chiajei
Dougaloplus echinatus
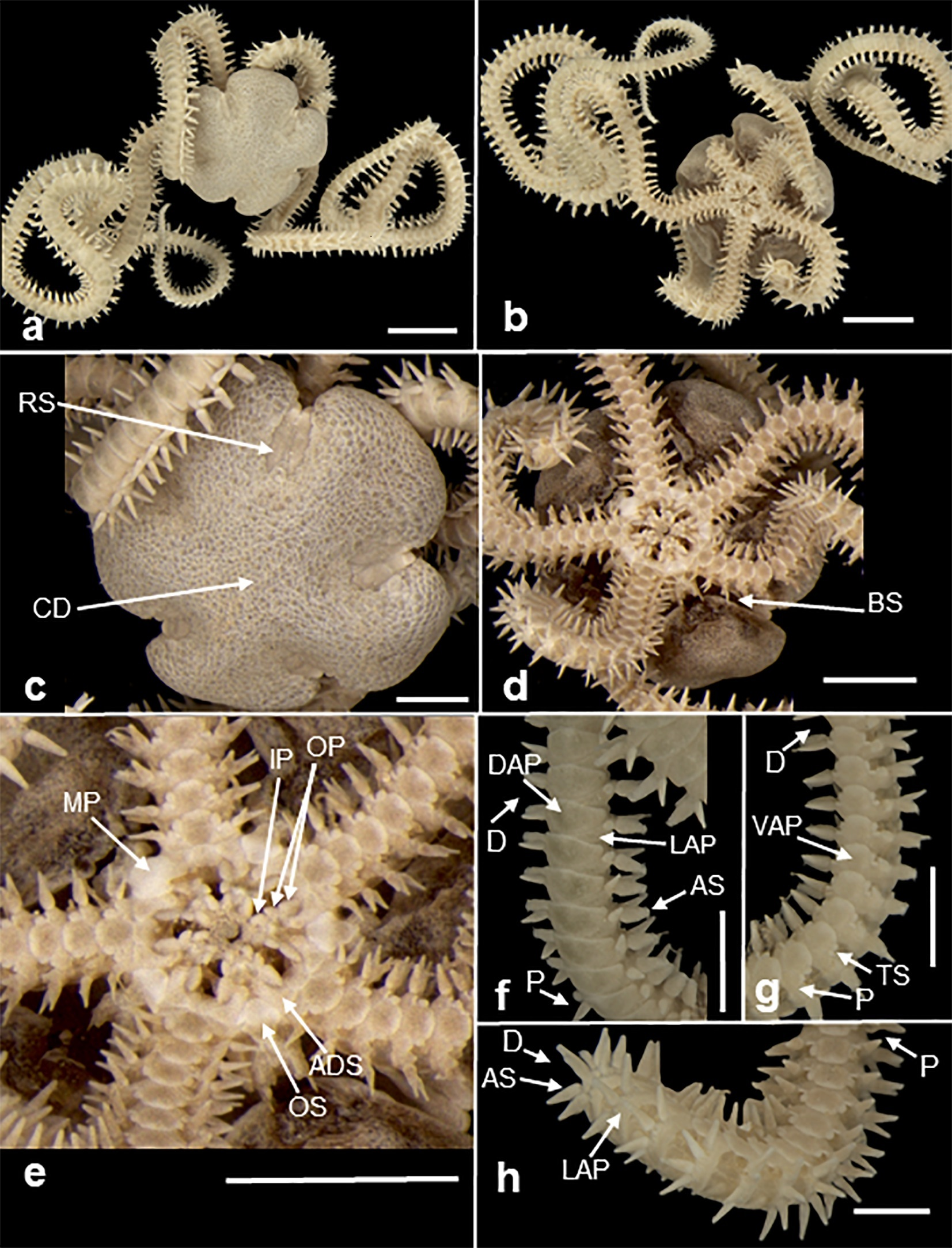
Microphiopholis gracillima
Nannophiura lagani
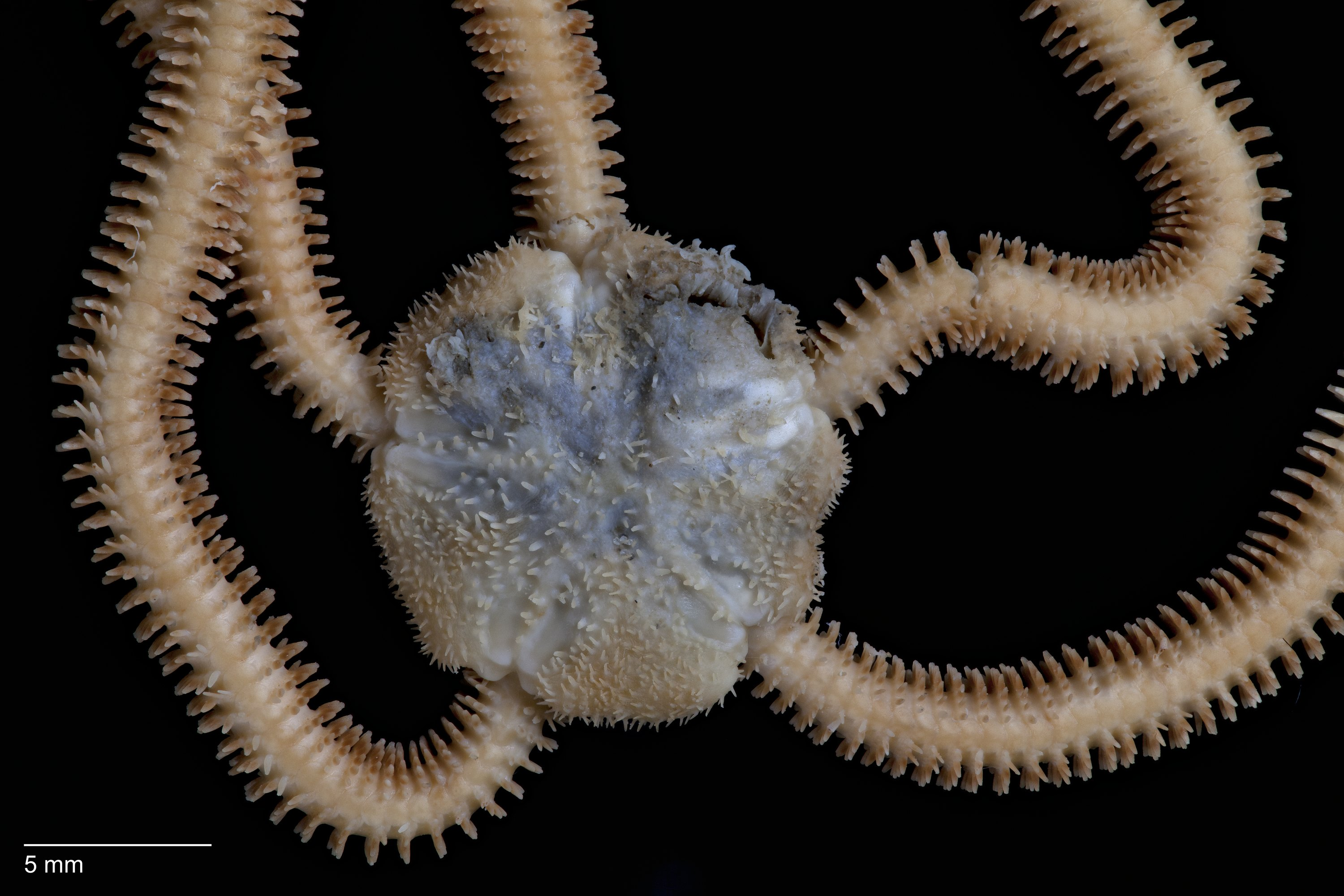
Ophiocentrus pilosa
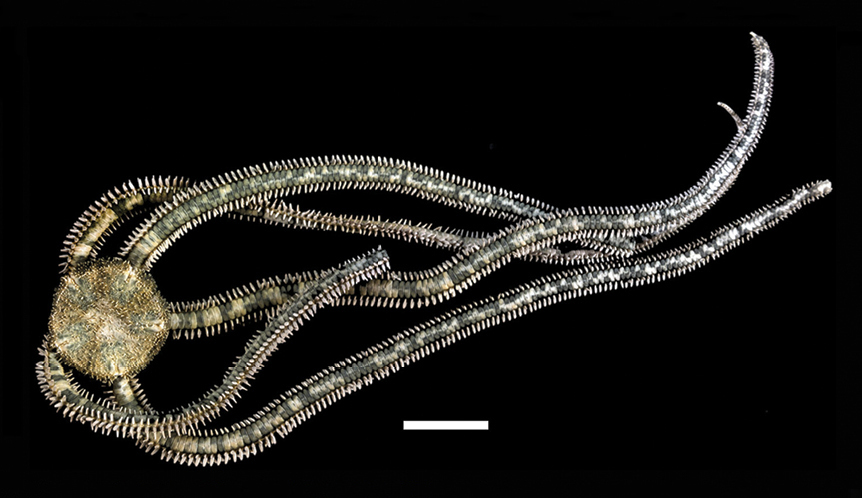
Ophiocnida hispida
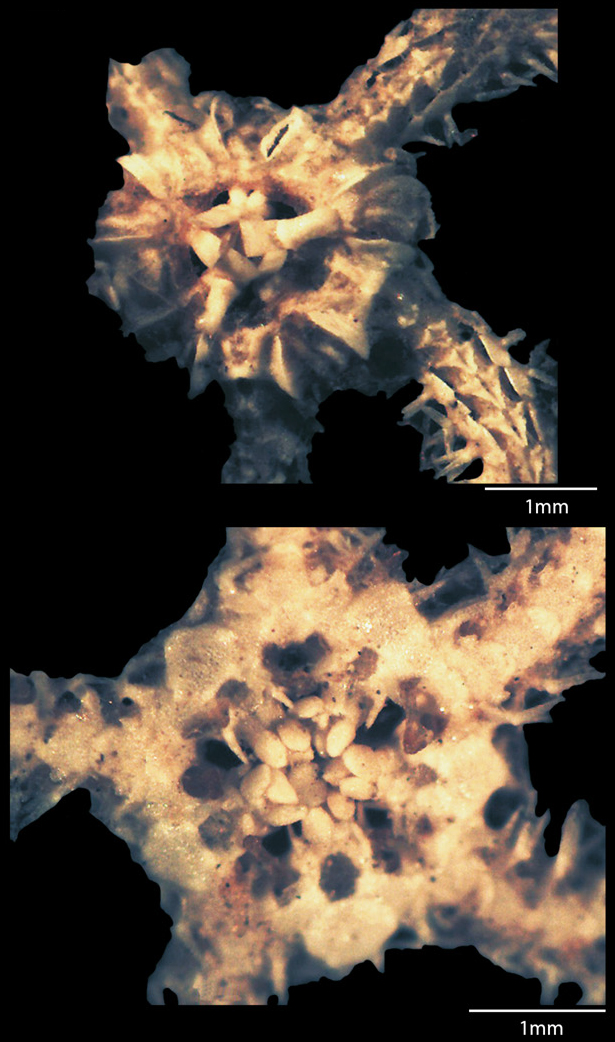
Ophionephthys lowelli
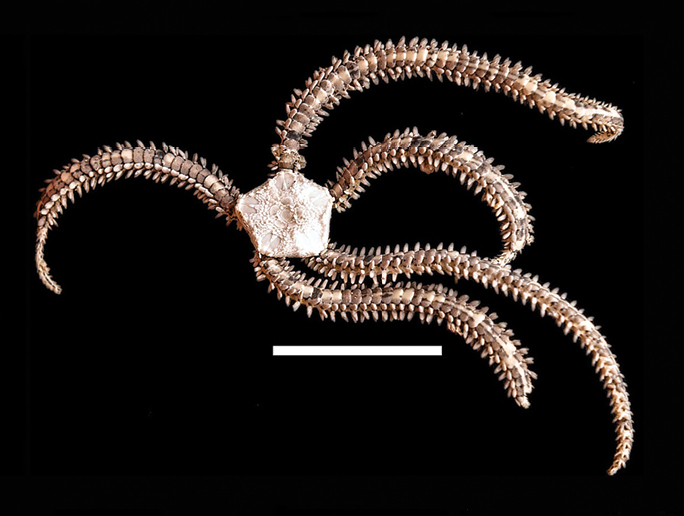
Ophiophragmus papillatus
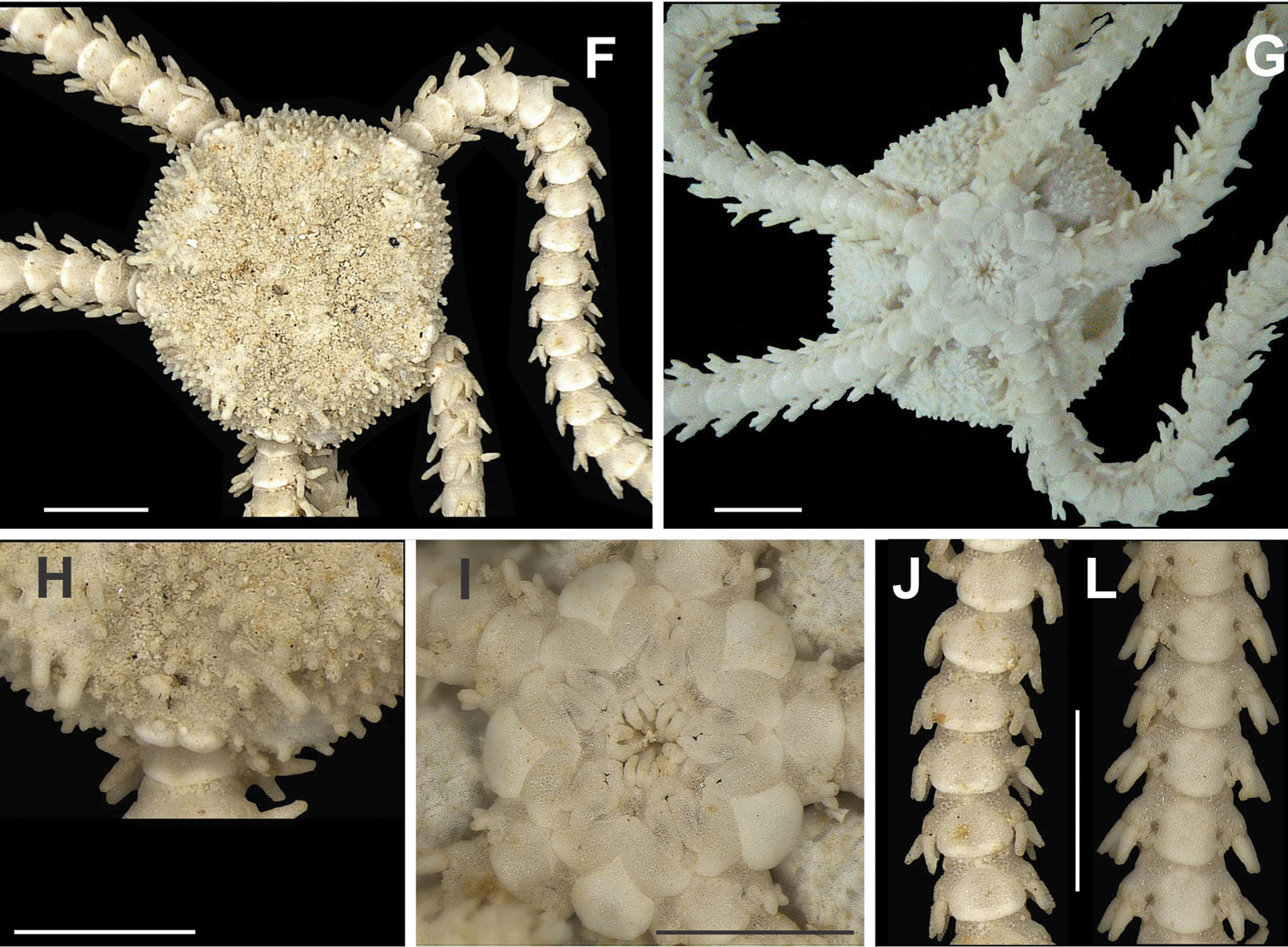
Ophiostigma isocanthum
Paracrocnida persica